# Mistrzostwa Świata w Zapasach 1905
Mistrzostwa Świata w Zapasach 1905 – zawody oficjalne odbyły się w kwietniu 1905 w mieście Berlin (Cesarstwo Niemieckie), nieoficjalne zaś w Duisburgu (Cesarstwo Niemieckie).

## Styl klasyczny

### Edycja oficjalna
| Konkurencja: | Złoto              | Srebro        | Brąz           |
| ------------ | ------------------ | ------------- | -------------- |
| -68 kg       | Theodor Schibilski | Max Beeskow   | Eugen Kissling |
| -80 kg       | Albert Hein        | Gustav Hede   | Matthias Hartl |
| +80 kg       | Søren Jensen       | Georg Altmann | Paul Moldt     |

#### Tabela medalowa
| Lp. | Państwo              | Złoto | Srebro | Brąz |
| --- | -------------------- | ----- | ------ | ---- |
| 1   | Cesarstwo Niemieckie | 2     | 3      | 3    |
| 2   | Dania                | 1     | 0      | 0    |

### Edycja nieoficjalna
| Konkurencja | Złoto          | Srebro            | Brąz            |
| ----------- | -------------- | ----------------- | --------------- |
| -75 kg      | Theodor Eckert | Alexander Biehler | Willy Schaefer  |
| -85 kg      | Willy Diesner  | Philip Schmitz    | Otto Friedrich  |
| +85 kg      | Verner Weckman | Friedrich Mueller | Gustav Sperling |

#### Tabela medalowa
| Państwo              | Złoto | Srebro | Brąz |
| -------------------- | ----- | ------ | ---- |
| Cesarstwo Niemieckie | 2     | 3      | 3    |
| Wlk. Ks. Finlandii   | 1     | –      | –    |